# Gregorio XI
Gregorio XI (en latín: Gregorius PP. XI), de nombre secular Pierre Roger de Beaufort (Rosiers-d'Égletons, c. 1330-Roma,  27 de marzo de 1378) fue el 201.er papa de la Iglesia católica, entre 1370 a 1378. Fue el séptimo y último papa del Papado de Aviñón y, a la fecha, el último pontífice francés.

## Orígenes y formación
Nacido  Pierre Roger de Beaufort era hijo de Guillaume Roger, conde de Beaufort, y de Marie de Chambon, y sobrino del papa Clemente VI. Estudió en Perugia, doctorándose en Derecho y Teología.

## Carrera eclesiástica
El joven Pierre Roger hizo una precoz carrera eclesiástica. En 1342 fue canónigo del capítulo de la catedral de Ruan, luego del capítulo de la de Rodez y por ende de la catedral París, donde será nombrado archidiácono. Finalmente, el 28 de mayo de 1348, su tío el papa Clemente VI lo nombra cardenal diácono con tan sólo dieciocho años de edad.

## Papado

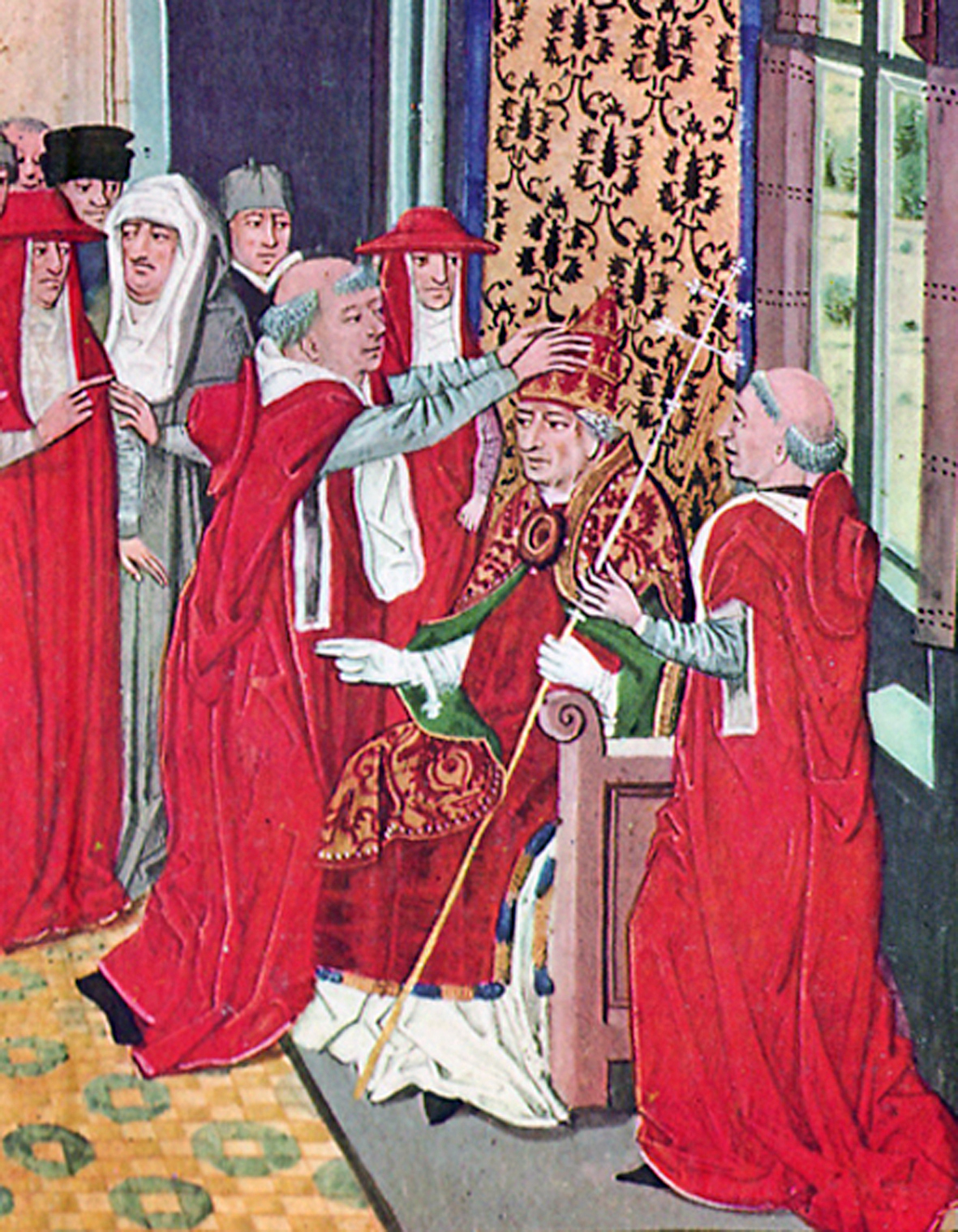
Coronación de Gregorio XI, por Guy de Boulogne.

### Elección
Elegido papa por unanimidad el 30 de diciembre de 1370, su consagración se retrasó hasta el 5 de enero del año siguiente ya que al no ser presbítero hubo de tomar las órdenes previamente.

### Política pontificia
En el terreno político, Gregorio XI intentó por todos los medios a su alcance reconciliar a los reinos cristianos para poder lanzar una cruzada contra los turcos. Francia e Inglaterra, inmersas en la Guerra de los Cien Años, eludieron su participación en los planes papales, más preocupadas por sus propios intereses. El papa solo logró que Enrique II de Castilla, Pedro IV de Aragón y el rey Carlos II de Navarra resolvieran sus disputas territoriales, no mediante el recurso de la guerra, sino mediante la vía de matrimonios concertados.

### La lucha contra los Visconti
Siguiendo la misma política eclesial que sus antecesores, colocó obispos franceses al frente de las diócesis italianas, provocando el rechazo popular. Los hermanos Bernabé y GaleazzoVisconti, de Milán, aprovecharon este descontento  para apoderarse en 1371 de Reggio y de otros territorios pontificios. Gregorio XI respondió enviando una bula de excomunión a los hermanos, declarándolos perjuros y enemigos de la cristiandad y permitiendo que sus bienes fueran confiscados en todas partes. Se dice que Bernabé Visconti hizo comer a los legados pontificios el pergamino de la excomunión.
Ante la negativa de los Visconti de desistir de sus pretensiones, el ejército del papa, al mando de John Hawkwood, derrotó a los milaneses en Pesaro y en Chiesi. En 1374 sometió Vercelli, Piacenza y Pavía. Una coalición de fuerzas imperiales, de la reina de Nápoles, del rey Luis I de Hungría y de John Hawkwood, obligó a Bernabé a entablar conversaciones de paz logrando la firma, el 6 de junio del mismo año, de un acuerdo muy favorable.

### La guerra de los Ocho Santos
La crisis en Italia no se soluciona ya que Gregorio mantiene a los obispos franceses en territorio italiano, que actuaban además como jefes de ciudades; los florentinos, temerosos de que ello aumentase la influencia papal en sus dominios, especialmente en la Toscana, se alían con Bernabé Visconti en 1375 y provocan innumerables insurrecciones en los territorios pontificios, logrando la expulsión de jefes y obispos extranjeros y colocando al mando de la ciudad ocho magistrados florentinos, cuya labor principal sería la tasación de los bienes de la Iglesia y dirigir la guerra. A dichos magistrados, el pueblo les daba el nombre de los ocho santos de ahí que a la historia pasase este capítulo con el nombre de guerra de los Ocho Santos.
El 31 de marzo de 1376 el papa responde poniendo a Florencia bajo un Entredicho, declarando a sus habitantes como enemigos del papa y de la Iglesia y declarando ilegales sus posesiones. Las pérdidas económicas de los florentinos y las continuas masacres de los mercenarios ingleses que combatían en nombre de la Iglesia, asesinando a más de cuatro mil personas y saqueando palacios y conventos, hacen que envíen una embajada a Aviñón para tratar la paz. Es posible que en dicha embajada fuera de primordial importancia la intermediación de Catalina de Siena, quien se entrevistó personalmente con Gregorio.

### El regreso definitivo a Roma

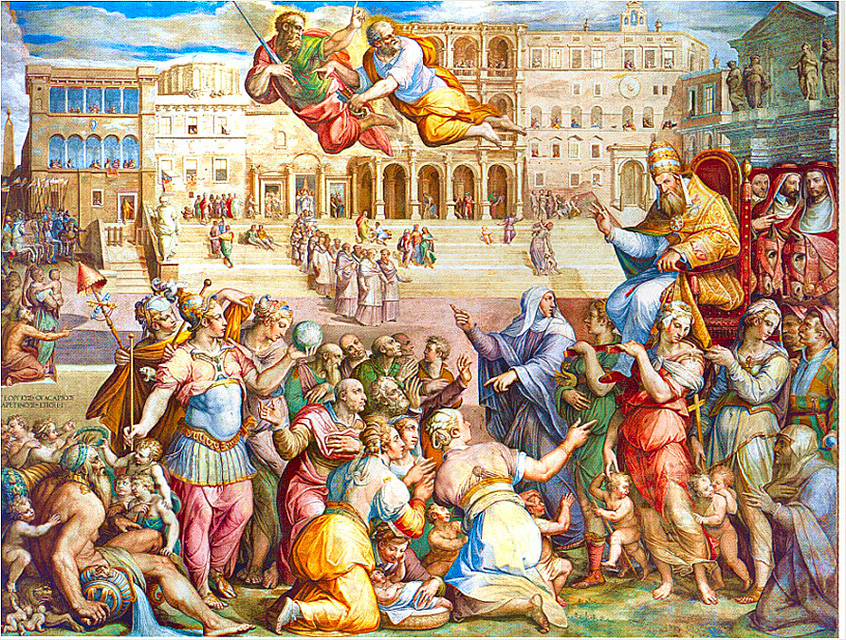
Retorno a Roma de Gregorio XI, por Giorgio Vasari.

La insurrección de los dominios pontificios, provocada por la guerra con Florencia, llegó a amenazar con la pérdida total del poder temporal del papa.  Constituyó uno de los motivos más importantes de la decisión final de Gregorio XI de regresar a Roma. Por otra parte, si bien santa Catalina no logró reconciliar a los florentinos con el papa, consiguió convencer a Gregorio XI a dar el paso definitivo, fijar nuevamente en la Ciudad Eterna la sede pontificia.
El 17 de enero de 1377, Gregorio XI regresó a Roma, aunque este retorno no puso fin a las hostilidades. Debido a los sucesos de Cesena, donde el cardenal Roberto de Ginebra, y futuro antipapa Clemente VII, ordenó masacrar a la población, soliviantando de tal modo al pueblo romano, que el papa se vio obligado a refugiarse en el palacio de  Anagni a finales de mayo de 1377. Su intención de restablecer la paz en la Iglesia hizo que volviera nuevamente a Roma el 7 de noviembre.

### Mano dura contra los herejes
Durante su pontificado tuvo mano dura contra los movimiento heréticos de su época. Condenó a los Turlupines en 1372, un movimiento de Espíritu Libre que propagaban una forma de vida de pobreza radical, incluso rechazo de todo tipo de vestiduras, una especie de nudismo. La condena permitió la quema en la hoguera de una líder de dicho movimiento en París, Jeanne Daubenton. Ese mismo año declaró como errónea la doctrina fatalista de Albert Alberstadt de Alemania.
El papa Gregorio condenó, por medio de cinco bulas, las doctrinas del reformador inglés John Wycliff el 22 de mayo de 1377, acusándolo de herejía, pero Wyclif recibió sólo una pequeña sanción de parte de la iglesia de Inglaterra gracias a sus relaciones privilegiadas con la Corte.

### Fallecimiento y sepultura
Gregorio XI murió el 26 de marzo de 1378. Al igual que su tío Clemente VI, deseaba ser sepultado en la iglesia de la abadía de La Chaise-Dieu, pero los romanos no aceptaron que se trasladara su cuerpo, y fue enterrado en Roma, en la iglesia de Santa María Nova (hoy basílica de Santa Francesca Romana). Gregorio pasó a la historia como el último papa de nacionalidad francesa y el primero en residir permanentemente en el Vaticano, abandonando así definitivamente la tradicional residencia de los papas en Roma, el Palacio de Letrán.

## Gregorio XI en la literatura
Las profecías de San Malaquías se refieren a este papa como Novus de virgine forti (El nuevo de virgen fuerte), cita que puede hacer referencia a su título nobiliario de conde de Beaufort y a que fue cardenal de St. Marie la Neuve antes de ser elegido pontífice.